# بوكيمون أوريجينز
بوكيمون أوريجينز (بالإنجليزية: Pokémon Origins)‏ (باليابانية: ポケットモンスター ، بالروماجي: THE ORIGIN بوكيتّو مونستآ ذي أوريجين) هو مسلسل أنمي ياباني تلفزيوني مقتبس من سلسلة ألعاب بوكيمون.

## القصة
يقتبس المسلسل قصة اللعبة الأولى في السلسلة، بوكيمون ريد وبلو، حيث ينطلق "ريد" مع بوكيمونه الأول "تشارماندر" في رحلة عبر "منطقة كانتو" ليمسك بجميع البوكيمونات الموجودة في المنطقة، ويصبح بطل دوري البوكيمون.

## الشخصيات
- ريد: الاسم الياباني: レッド (ريد)

مدرب بوكيمون مبتدئ من بلدة "بالت"، يختار تشارماندر كأول بوكيمون له.
صوت باللغة الإنجليزية: برايس بابنبروك.
صوت باللغة اليابانية: جونكو تاكيئوتشي.
- بلو: الاسم الياباني: グリーン (جرين)

خصم "ريد" ومدرب مبتدئ آخر من بلدة "بالت"، يختار سكويرتل كأول بوكيمون له. وهو حفيد "البروفيسور أوك".
صوت باللغة الإنجليزية: لوسيان دودج.
صوت باللغة اليابانية: تاك إيغوتشي.
- بروفسور أوك: الاسم الياباني: オーキド (أوكيدو)

باحث بوكيمون لديه مختبر في بلدة "بالت"، يكلف "ريد" و"بلو" بلإمساك بـكل البوكيمونات في منطقة "كانتو" لإكمال جهاز "البوكيدكس".
صوت باللغة الإنجليزية: كايل هيبرت.
صوت باللغة اليابانية: كاتسوجي موري.
- بروك: الاسم الياباني: タケシ (تاكيشي)

قائد القاعة الرياضية في مدينة "بيوتر"، يتخصص في بوكيمون من النوع الصخري.
صوت باللغة الإنجليزية: جوني يونغ بوش.
صوت باللغة اليابانية: توموكازو سوجيتا.
- جيوفاني: الاسم الياباني: サカキ (ساككي)

زعيم فريق "روكيت"، وهي عصابة إجرامية تسرق البوكيمون، وهو أيضًا القائد الثامن في قاعة مدينة "فيريديان"، يتخصص في بوكيمون من النوع الأرضي.
صوت باللغة الإنجليزية: جيميسون برايس.
صوت باللغة اليابانية: ريكيا كوياما.
- السيد فوجي: الاسم الياباني: フジさん (فوجي سان)

رجل يعيش في بلدة "لافندر" ويعتني بالبوكيمونات المهجورة.
صوت باللغة الإنجليزية: كيرك ثورنتون.
صوت باللغة اليابانية: مينورو إينابا.
- لانس: الاسم الياباني: ワタル (واتارو)

آخر عضو في النخبة الأربعة، يتخصص في بوكيمون من النوع التنين.
صوت باللغة الإنجليزية: روبرت بوتشولز.
صوت باللغة اليابانية: توكيوشي كاواشيم.

## الحلقات
| رقم الحلقة | عنوان الحلقة | وصف للحلقة |
| ---------- | ------------ | --- |
| الملف 1    | ريد          | ريد، مع خصمه بلو، ينطلق في رحلة لتحقيق حلم البروفيسور أوك في إكمال البوكيدكس. لكن رحلته ليست سهلة كما يتمنى؛ يبدو أن بلو موهوب أكثر، وريد يكافح لمواكبة ذلك. هل سيتمكن ريد من التعلم بسرعة ليصبح مدرب بوكيمون ناجح؟ وكيف سيفوز بأول شارة رياضية في صالة ألعاب مدينة "بيوتر"؟                          |
| الملف 2    | كيوبون       | في مركز بوكيمون في بلدة "لافندر"، يستمع ريد إلى حديث عن ظهور شبح في برج البوكيمون ويقرر التحقيق. قبل ذلك، يُنصح بزيارة منزل البوكيمون، حيث يتعلم عن معاناة صغير الكوبون على يد منظمة شريرة تُعرف بفريق "روكيت". من هم هؤلاء الأشرار، وما هو سبب الهمسات المروعة في برج البوكيمون؟                       |
| الملف 3    | جيوفاني      | يصل ريد إلى مدينة "سافران" ليجد آثار فريق "روكيت" في كل مكان. عندما ينقذ سكرتيرة من شركة "سيلف كو"، يتعلم أن الفريق قد استولى على الشركة! ذلك يعود لرغبتهم في الحصول على كرة ماستر، أقوى كرة بوكيمون التي تم تطويرها لسنوات. لكن مفاجأة أخرى تنتظر ريد في مدينة "فيريديان"، وقد تكون الأكبر حتى الآن! |
| الملف 4    | تشاريزارد    | بعد هزيمته للنخبة الأربعة في هضبة "إنديغو"، أصبح ريد جاهزًا أخيرًا لمواجهة البطل ورفع قوته إلى المستوى التالي. لكنه لا يدرك أن البطل الجديد هو خصمه القديم بلو! المعركة التي تلي هي الأشد بينهما حتى الآن. وتنتظر ريد مفاجآت أكثر بينما يبحث عن بوكيمون جديد غامض ويتحدى آفاقًا جديدة!                   |

## طاقم الإنتاج
- الإخراج: إيتسورو كاواساكي (الملف 1), يوكيو كورودا (الملف 2), هيديا تاكاهاشي (الملف 3), دايكي تومياسو (الملف 4)
- المشرف: تسونيكازو إيشيهارا
- تأليف النص: ميتسوتاكا هيروتا (الملف 1 والملف 3), كونياكي كاساهارا (الملف 2 والملف 4)
- تصميم الشخصيات: هاتسوي كاتو
- الإخراج الفني: ياسوناو مورياسو
- إخراج الصوت: ماسافومي ميما
- الموسيقى: شوتا كاغياما، هيرواكي هاياما
- إنتاج الرسوم المتحركة: برودكشن آي جي (الملف 1), زيبيك (الملف 2 والملف 3), أو إل إم (الملف 4)
- إنتاج: ذا بوكيمون كومباني

## وصلات خارجية
- بوكيمون أوريجينز على موقع IMDb (الإنجليزية)
- بوكيمون أوريجينز على موقع ليتربوكسد (الإنجليزية)
- بوكيمون أوريجينز على موقع كينوبويسك (الروسية)
- بوكيمون أوريجينز على موقع قاعدة بيانات الفيلم (الإنجليزية)
- بوكيمون أوريجينز على موقع ANN anime (الإنجليزية)
- صفحة Bulbapedia